# 夏川里美
夏川里美（1973年10月9日—），本名玉木里美（婚後從夫姓，羅馬化：Tamaki），旧姓，早期藝名星美里（羅馬化：Hosi Misato），日本沖繩縣石垣島原住民（琉球族）出身的歌手，在日本有「心靈歌姬」之稱。1987年獲藤山一郎譽為「四十年才出現一次的歌手」。她擅長演奏沖繩三線，大量出現在她的歌曲中。

## 出道
夏川里美八歲開始就在各項歌唱比賽中一路過關斬將，更在1986年以沖繩縣代表身份參加第10屆「長崎歌謠祭」，勇奪首獎，創下最年輕參賽者的優勝紀錄。夏川里美的演唱實力也通過日本放送協會（NHK）的審定，並獲審定委員會委員長藤山一郎喻為是日本「四十年才出現一次的歌手」，同時更創下以未發片歌手身份即得以在NHK電視台歌唱節目中演唱的第一人。
為日本傳統演歌唱將，從中學開始就成為職業的走唱歌手，在沖繩地區的小酒吧裡駐唱，使她在家鄉已經小有名氣。1985年榮獲由NTV（日本電視台）主辦的「閃亮第八屆日本兒童歌謠大賞」冠軍。1987年，出版首張專輯卻成績平平。1998年1月重返故鄉主持電台節目。
1999年再次出道發行專輯，並於2001年因為重新翻唱，由日本老牌歌手森山良子（暢銷歌手森山直太朗母親）作詞，以及同樣來自沖繩石垣島的音樂團體BEGIN作曲的「淚光閃閃」，終於使她跨足日本流行樂壇，成為日本樂壇「癒療系」歌手的一員。2002年，首度獲邀NHK新年特別節目「紅白歌唱大戰」。此曲更令夏川決心自學沖繩三線，成為她歌曲的重要元素。

## 個人經歷
2001年底，「淚光閃閃」榮獲沖繩「琉球放送」、「沖繩廣播電台」、「FM沖繩」三大電台年度排行榜第一名。2002年5月，「淚光閃閃」奇蹟似的在發行超過一年之後首度打進ORICON排行榜，除了最高曾創下第8名的佳績之外，並持續進榜至今將近60週之久，獲喻為日本心靈歌姬。
除了排行成績之外，「淚光閃閃」這首歌曲更可以說是日本音樂獎項上的「三冠王」，在2002年底頒發的第44屆日本唱片大賞（日本作曲家協會主辦）中夏川里美以這首歌曲奪下金賞榮譽，而作詞的森山良子則以這首歌曲贏得最佳作詞人獎項，而在2003年初舉辦第17屆日本金唱片大賞（日本唱片協會主辦）中夏川里美更以收錄這首歌曲的首張專輯「太陽～太陽‧風的思念～」榮獲演歌 / 歌謠曲部門「年度最佳專輯」殊榮。
2006年，夏川里美獲邀演唱日本「全國高等學校棒球選手權大會」的大會指定歌曲「榮冠君輝」(栄冠は君に輝く)。2006年，夏川里美於台北國際會議中心首度在台灣舉辦個人演唱會。
2007年1月14日與其所屬事務所三井代理合約期滿后開始獨立（所屬唱片公司由victor entertainment代理發行）。同年2月開始暫別舞臺、4月開始停止所有演出活動。4月開始夏川里美轉移到了其所屬唱片公司的系列公司JVC娛樂有限公司、5月13日在大阪舉行的『母親節感謝演唱會』作為特殊嘉賓登場，宣布再次復出，并參加在8月19日的日本電視『24小時電視 「愛心救地球」』的節目錄製、演唱「涙そうそう（淚光閃閃）」同時也參加了當年5月意外去世的ZARD的坂井泉水追悼演唱會與黒木瞳共同演唱「別認輸」。12月25日、26日夏川里美連續第2年在台灣舉辦個人演唱會。
2008年5月24日，26日出席參加日本越南建交35周年活動。10月28日，夏川里美在上海市的上海國際藝術節「日本文化周」舉辦了個人的首場中國演唱會.
2009年1月1日，夏川里美與本音樂團隊的打擊演奏成員玉木正昭結婚。同年1月15日到18日，夏川里美再次在台灣舉辦了演唱會，這是她第三次在台舉辦演唱會。同年3月在舉辦的沖繩國際電影節中的參展影片、『南の島のフリムン』[南島航路]（由同為沖繩縣出身的搞笑藝人猩爺執導）飾演神秘的占卜師。
2010年，夏川里美宣布懷孕。
2011年5月，夏川里美於5月14-15日於台北、5月18日於台中舉辦巡迴演唱會。
2012年11月，夏川里美於台南、台中舉行「醉心經典之夜演唱會」。
2014年9月，夏川里美於台北舉行「璀璨經典15周年紀念演唱會」。
2015年11月，夏川里美於11月13在桃園巨蛋、14日在台南成功大學，舉行第7次在台演唱會。
2017年7月，夏川里美於7月1日、2日台北國際會議中心舉行「夏川里美2017戀夏台北演唱會」，這是她第8次在台舉辦演唱會。
2019年12月7日、8日於台北國父紀念館舉行「雋永風華20周年紀念演唱會」，這是她第9次在台舉辦演唱會。
2024年2月3日於台北國際會議中心、4日於台中中興大學惠蓀堂舉行「出道25周年十全十美演唱會」，這是她第10次在台舉辦演唱會。

## 榮譽
- 2002 年日本唱片大賞金賞作品：淚光閃閃
- 2003 年日本唱片大賞金賞作品：童神
- 2004 年日本唱片大賞金賞作品：愛呦 愛呦
- 2005 年日本唱片大賞金賞作品：心心相映，2005年為愛知「愛‧地球」萬國博覽會主題曲。

## 專輯出版
- 夏川里美台灣精選～Best Collection 2016～  2016/3/16
- 虹  2014/6/18
- 夏川里美最精选~  BEST SONGS 2012/3/25
- 慈恩天籟~  2011/3/31
- 經典美聲之旅~東方名曲重唱精選~  2010/2/24
- 沖繩最精選  沖繩之歌 ～感受琉球之風～ 2009/11/25
- 2009全新影音專輯~心靈之歌 2009/3/25
- 愛的謳歌~~自我最精選~  2008/5/2
- 如花綻放  2008/2/1
- 經典美聲之旅~經典名曲重唱精選~  2007/11/21
- 音樂錄影帶精選 DVD  2007/5/04
- 思念之風  2007/3/27
- 故鄉 (單曲)  2007/2/7
- 七彩之風 - 經典對唱集  2006/11/7
- 無限美聲巡迴演唱會 DVD  2006/10/17
- 亞洲之風精選 (CD+DVD)  2006/9/22
- 彩風之音  2005/12/13
- 第1 單曲全選集  2005/5/13
- 風之道  2004/12/3
- 琉球之風 DVD  2004/5/11
- 沖繩的風  2004/4/9
- 亞洲搖籃曲精選  2004/2/5
- 天空的風景  2003/10/31
- 南風  2003/8/1
- 太陽-太陽.風的思念  2003/7/2

## 華語翻唱
- 蝴蝶：王心凌翻唱〈雨降樹の下で〉。
- 愛呦愛呦：蔡淳佳翻唱〈未知的以後〉。

## 誤傳翻唱自夏川里美的華語歌曲
- 〈童神〉：王心凌翻唱「飛吧」。翻唱自古謝美佐子（日语：古謝美佐子）1997年個人代表作。
- 〈淚光閃閃〉：黃品源翻唱「白鷺鷥」（台語）、「淚光閃閃」；蔡淳佳、陳潔麗翻唱「陪我看日出」；阿蘭·達瓦卓瑪翻唱「想哭的思念」。（原唱為森山良子《TIME IS LONELY》，1998年）
- 〈島歌（島唄）〉：梁靜茹翻唱「不想睡」；周華健翻唱「海角天涯」（粵語）；艾敬翻唱「岛上」。原唱宮澤和史（日语：宮沢和史）（1993），周華健於1998年出粵語版。
- 〈搖籃曲〉：江蕙、阿杜翻唱「思念喲」（台語）。（原唱者為沖繩樂團Parsha Club，收錄在《シングル》專輯中）
- 〈花〉：周華健翻唱「花心」。周華健這首歌於1993年4月發行，夏川里美當時尚未出道，在之前曾有喜納昌吉（1980，原唱作曲）、鄧麗君、松平健、石川小百合等人唱過。
- 〈向著未来〉：劉若英翻唱「後來」。劉若英於2000年發行於《我等你》專輯，夏川里美則是發行於2009年。原唱為Kiroro，發行於1998年。

## 外部連結
- 官方網站 （页面存档备份，存于）（日語）